# مخزون سلع قديمة بحالة ممتازة

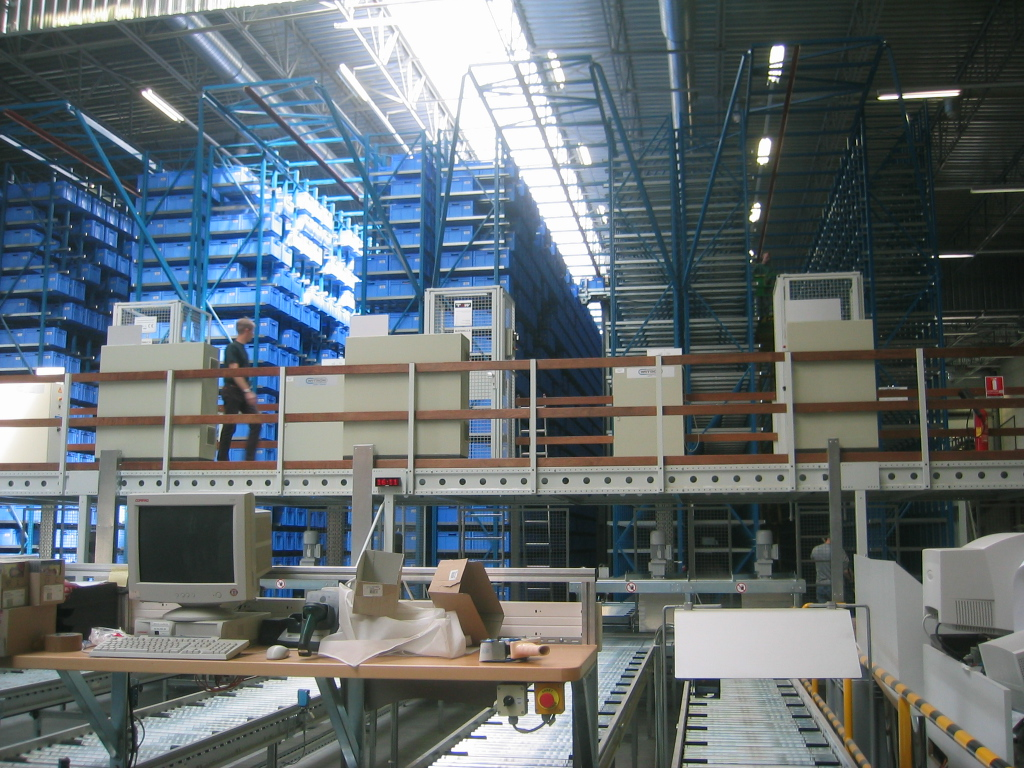
مستودع خزن منتجات منوعة

المخزون القديم الجديد (NOS)، أو "المخزون القديم" اختصارًا، هو اصطلاح يشير إلى مخزون سلع قديمة بحالة ممتازة أو مخزون بضائع قديم لم يُبع للعميل قط، ولا يزال جديدًا في عبوتهِ الأصلية. قد لا تُصنّع هذهِ البضائع بعد الآن، وقد يُمثّل المخزون القديم الجديد المصدر الحالي الوحيد لسلعة مُعيّنة. ولا يوجد إجماع على عمر المنتج المطلوب ليكون "مخزونًا قديمًا"، ويحتفظ بعض الأشخاص بملصق "مخزون قديم" فقط للسلع والمنتجات التي توقف إنتاجها بالفعل.
على الرغم من أنهُ ليس مصطلحًا محاسبيًا مُعترف بهِ رسميًا، إلا أنه شائع الاستعمال في قطاعي المزادات والتجزئة. على سبيل المثال، يبحث مالكو المركبات التقليدية القديمة أو غيرها من الآلات عن قطع غيار "المخزون القديم" اللازمة للحفاظ على دراجاتهم الهوائية أو سياراتهم أو دراجاتهم النارية أو شاحناتهم أو ساعاتهم في حالة تشغيلية صالحة للعمل أو بحالة المصنع الأصلية. يُولي هؤلاء المالكون أهمية كبيرة لقطع غيار "المخزون القديم".

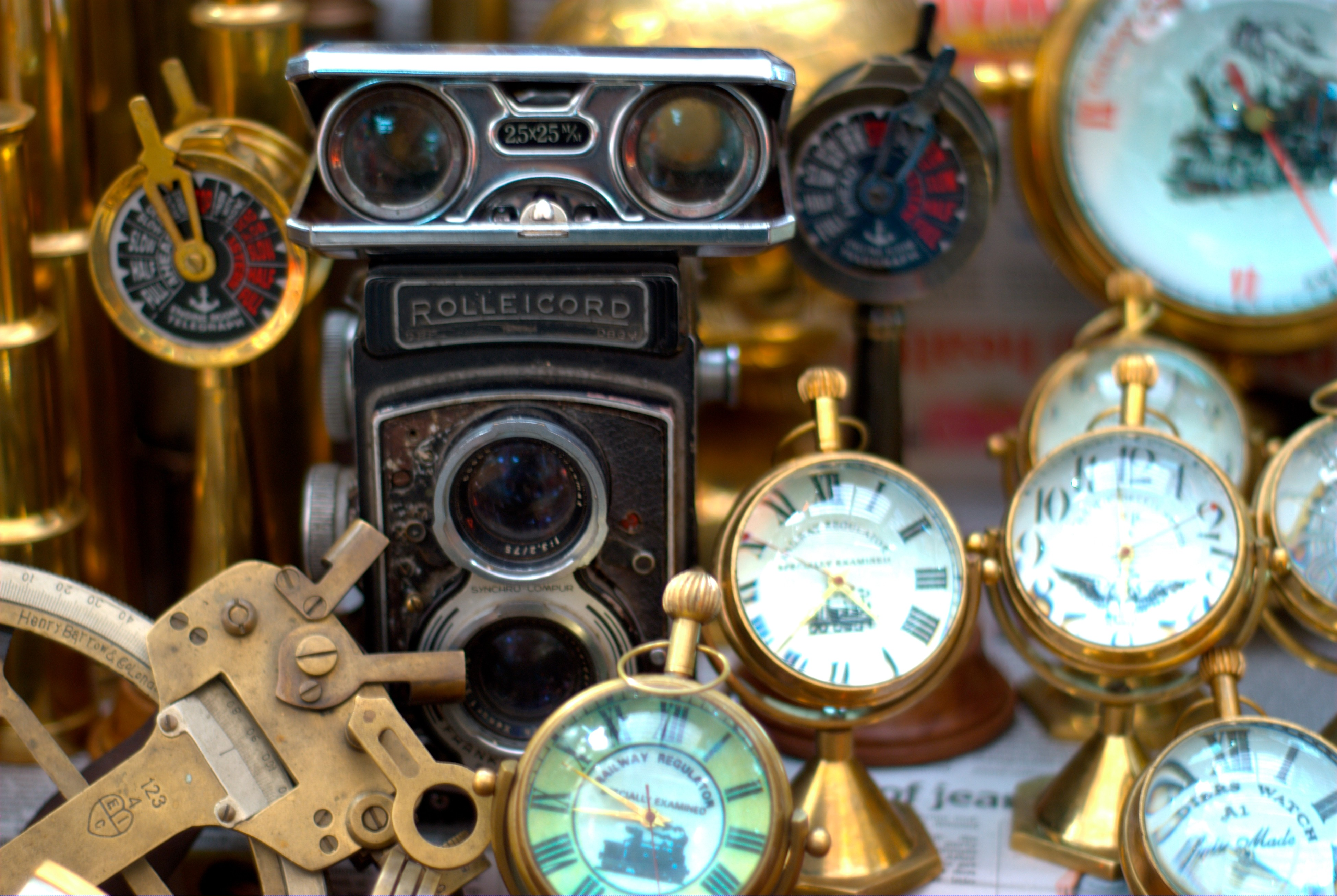
سلع قديمة في مخزن

وهناك تعريف آخر لإصطلاح "المخزون القديم الجديد"، يشير إلى قطع غيار المعدات الأصلية القديمة التي بقيت في المخزن غير مباعة. قد يباع هذا المخزون بسعر أعلى في سوق السلع القديمة أو الأسواق الأخرى، مثل سوق هواة جمع المركبات القديمة حيث يسعى المتحمسون إلى إصلاح مركباتهم باستعمال الأجزاء الأصلية من هذا المخزون القديم.

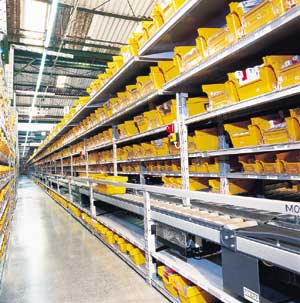
مخزن معدات قطع غيار احتياطية لأدوات دقيقة

## سوء فهم المصطلح "NOS"
يُخلط هذا المصطلح "المخزون القديم الجديد" بسهولة مع الاختصار "NOS"، الذي يعني "لا ينفد أبدًا". قد يؤدي تشابه الاختصارين إلى سوء فهم، خاصةً فيما يتعلق بأسماء السلع والمنتجات في المتاجر الخاصة بالأدوات الدقيقة والسلع الإلكترونية.

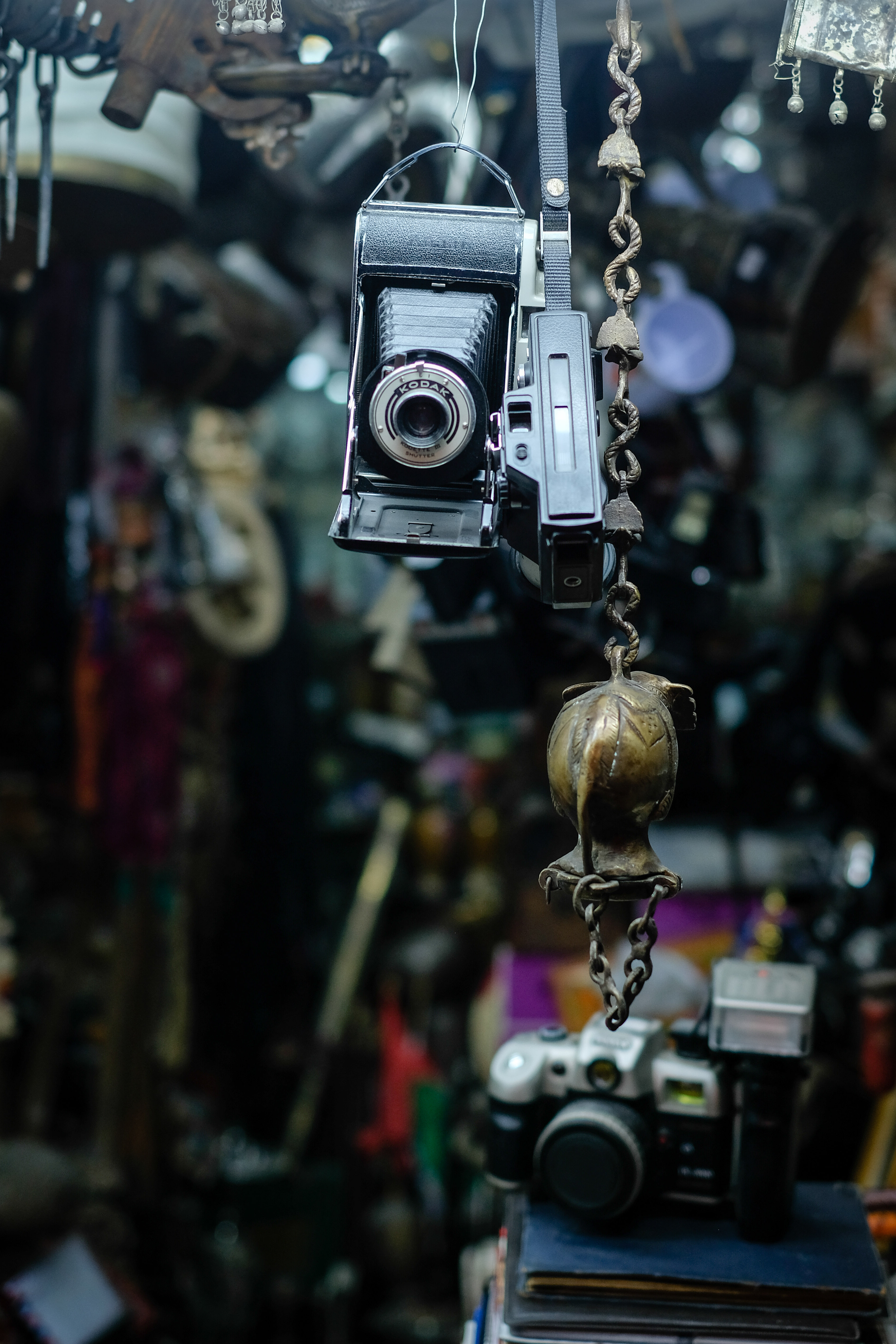
سلع ومنتجات قديمة بحالة جيدة